# Honda HR-V
Honda HR-V je semi-kompaktní SUV crossover japonské automobilky Honda, který byl představen v roce 1999. První generace vozu byla prodávána v letech 1999 až 2006, kdy byl prodej ukončen. Druhá generace vozu byla představena v roce 2013, prodávána byla do roku 2021. V roce 2021 byla představena třetí generace vozu.
Od roku 2013 je vůz v Japonsku, Číně a Singapuru prodáván pod označením Honda Vezel, na ostatních trzích se vůz začal prodávat až v roce 2015. Vůz je příbuzný s modely Honda ZR-V a Honda CR-V, přičemž oba tyto modely jsou větší než model Honda HR-V. Název vozu HR-V znamená dle výrobce "Hi-rider Revolutionary Vehicle" (česky volně přeložitelné jako "Revoluční vozidlo s vysokým jezdcem").
První generace vozu byla představena již v roce 1997 v podobě konceptu. První generace vozu tehdy sdílela platformu s modelem Honda Logo, druhá pak s modelem Honda Fit. Od druhé generace je vůz prodáván také v hybridní variantě. V roce 2024 prošla třetí generace vozu faceliftem. V tomtéž roce šlo o druhý nejprodávanější model značky Honda v Česku.

## Galerie

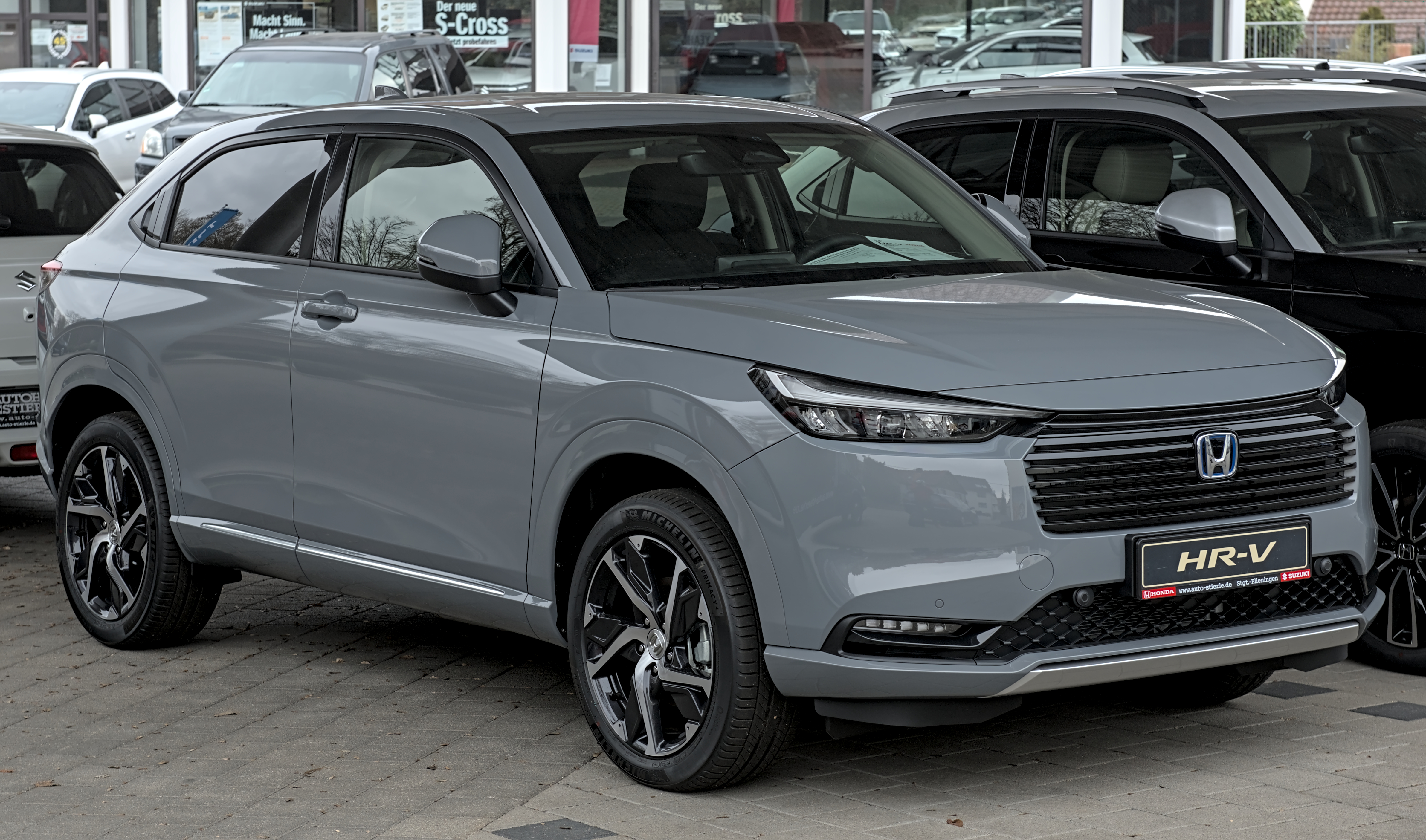
Vůz v šedé barvě s hybridním pohonem, 2025
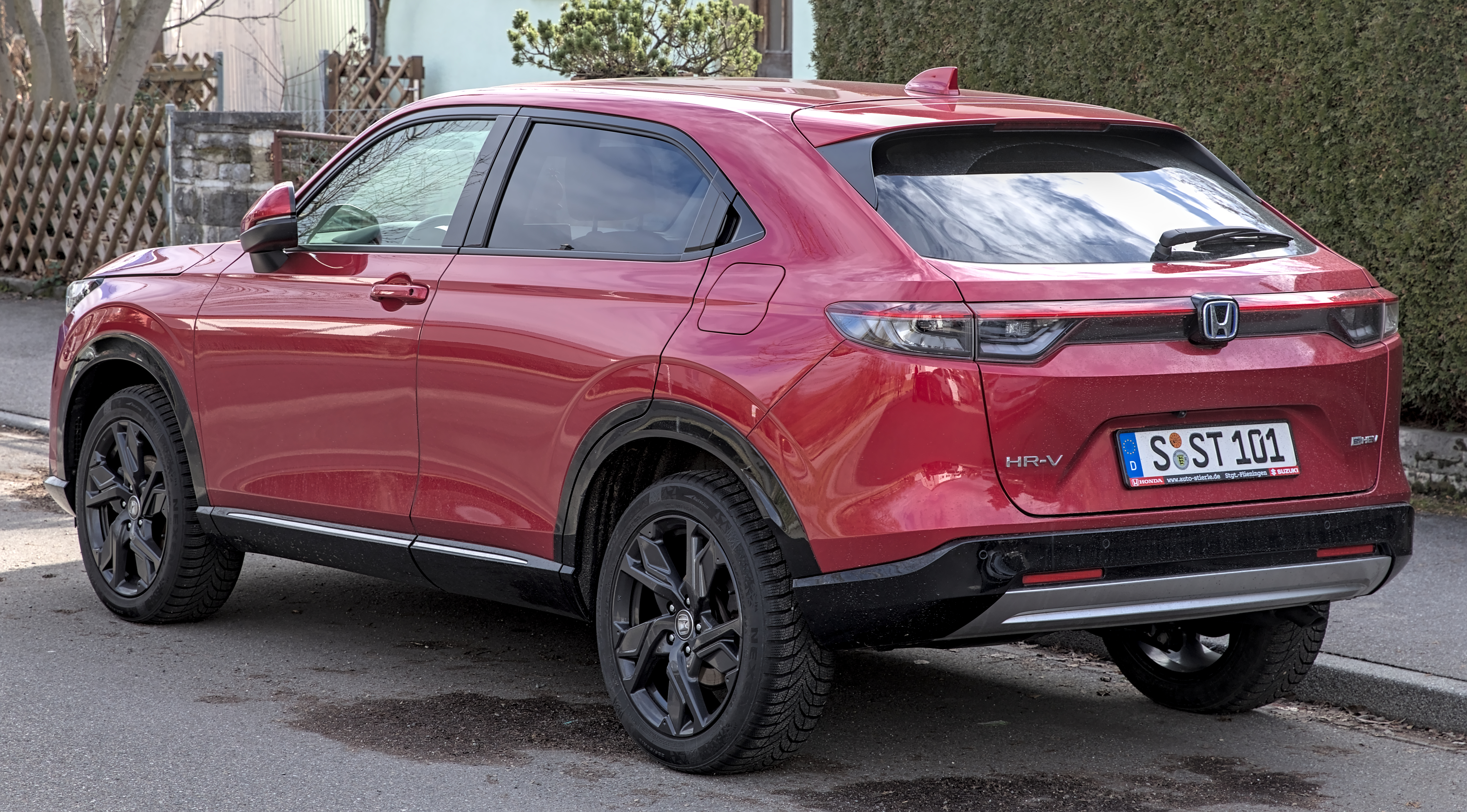
Vůz v červené barvě s hybridním pohonem, pohled zezadu
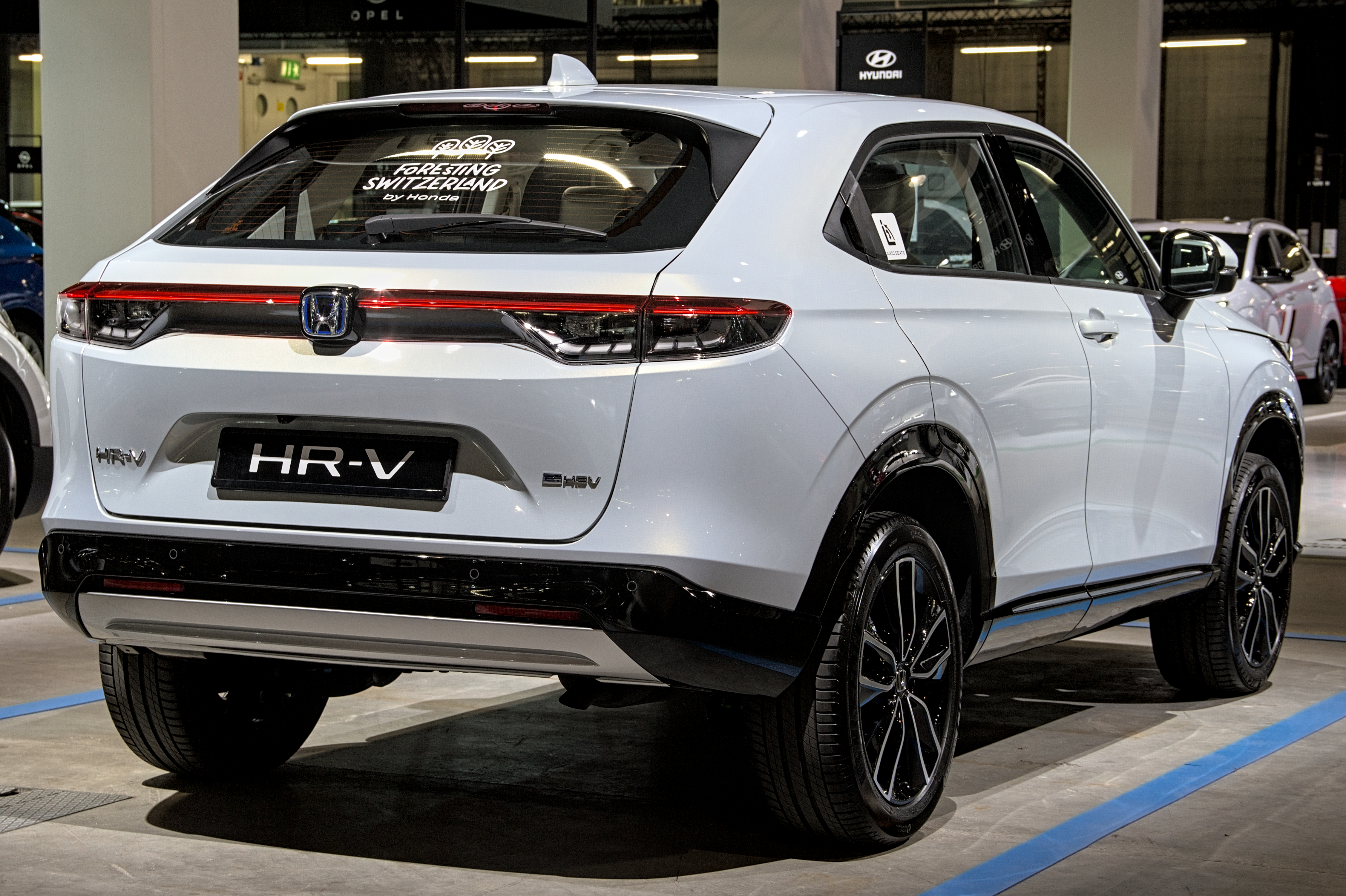
Vůz v bílém provedení v Curychu
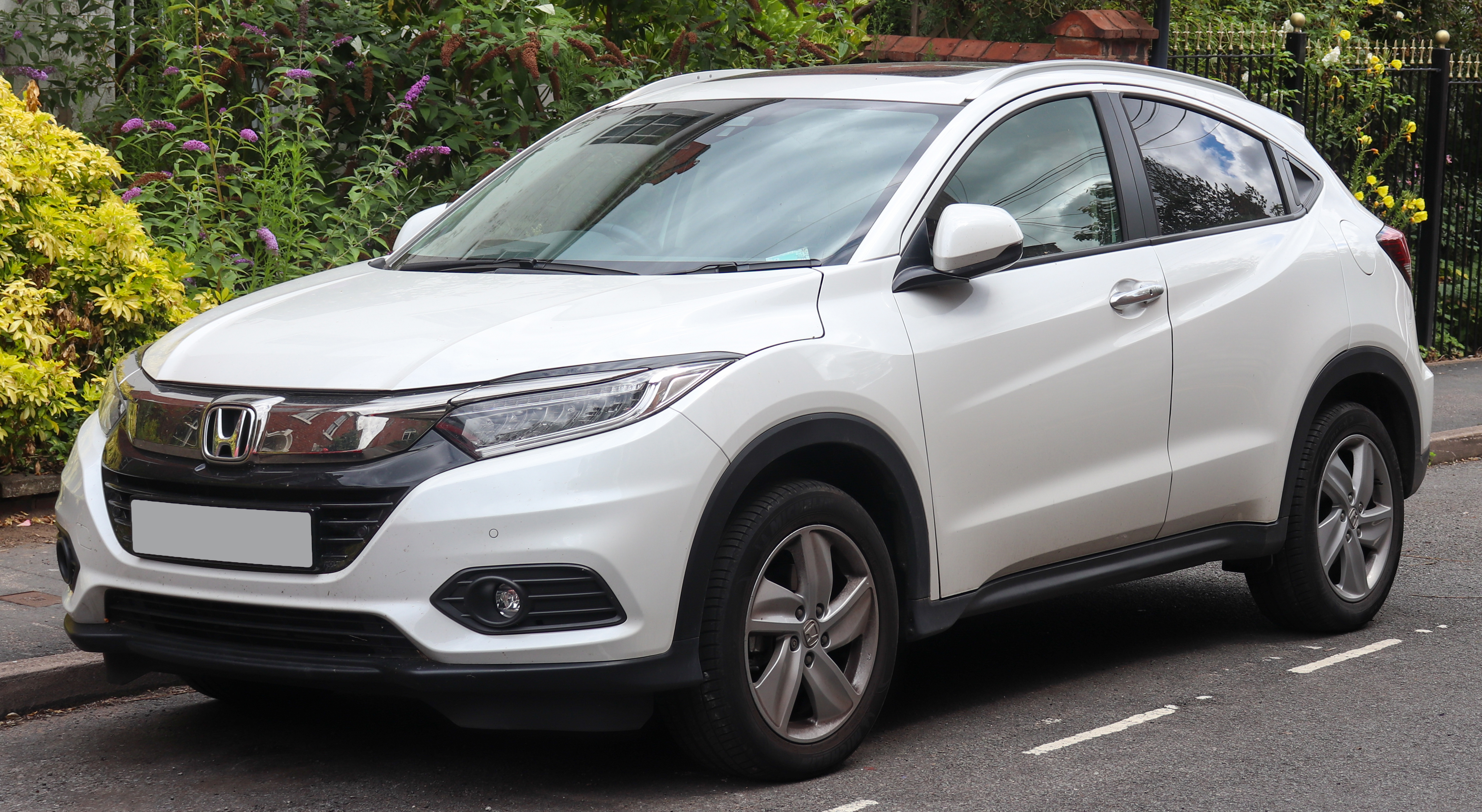
Druhá generace vozu, pohled zepředu
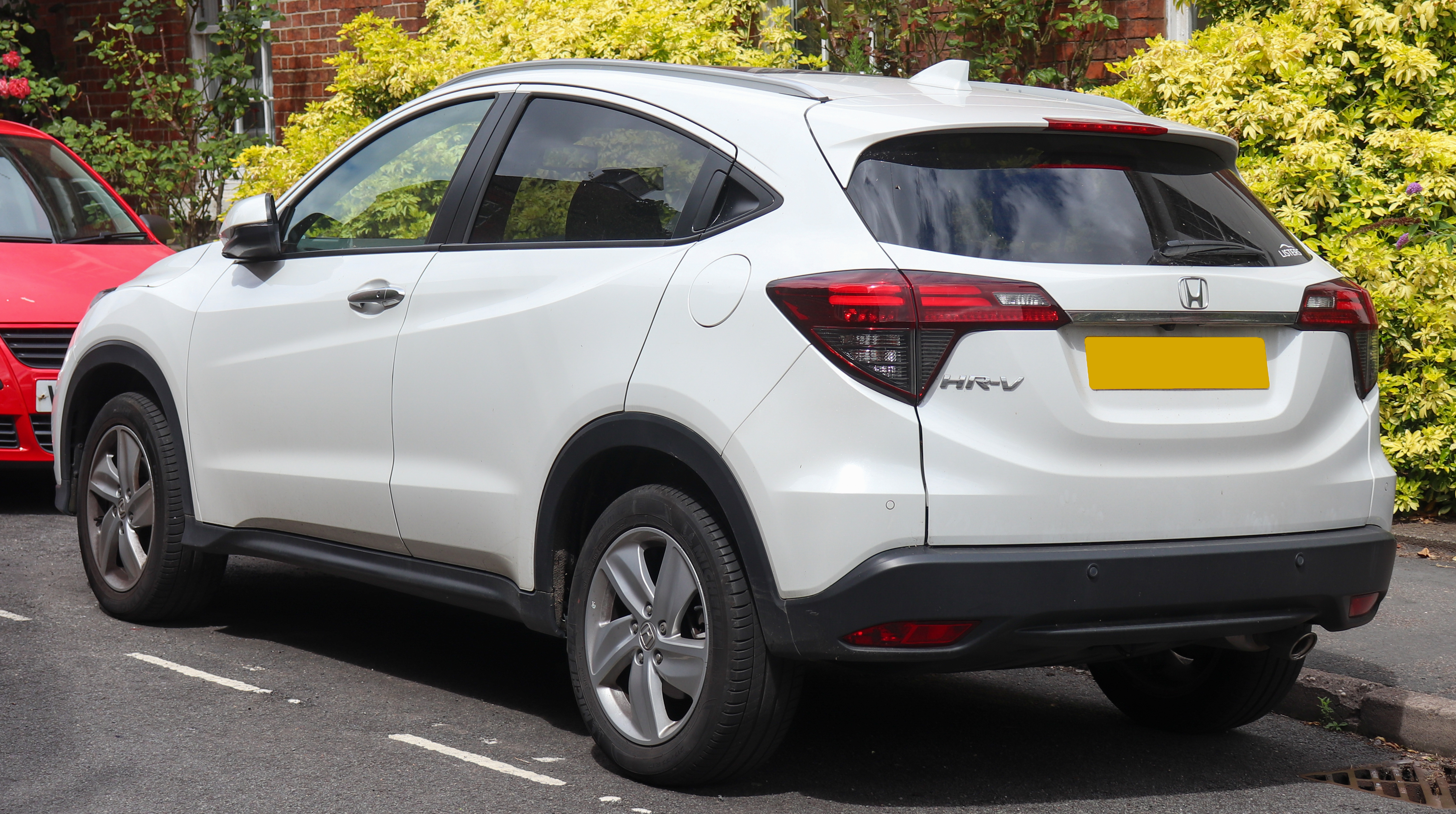
Druhá generace vozu, pohled zezadu
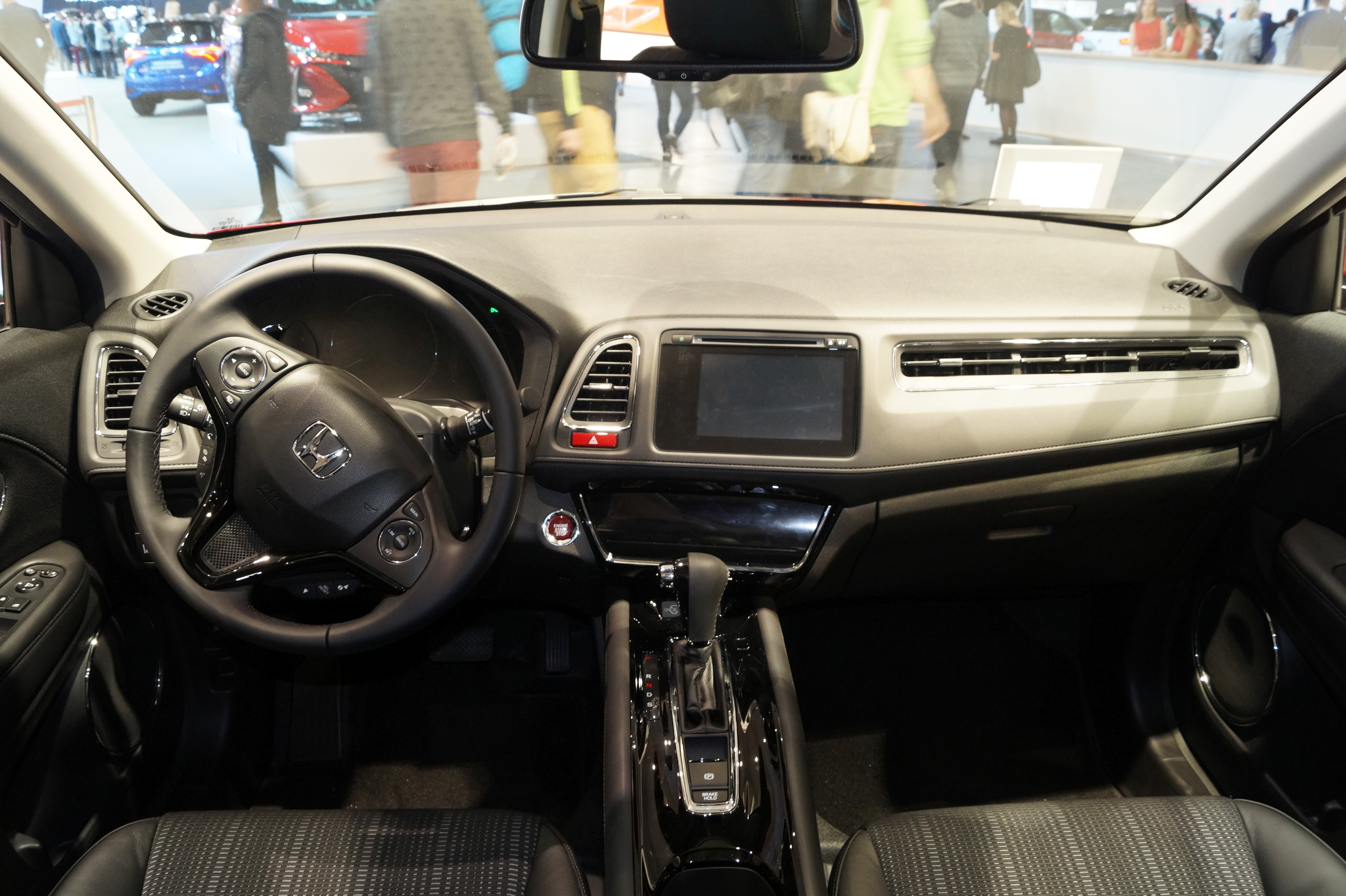
Druhá generace vozu, interiér přední části
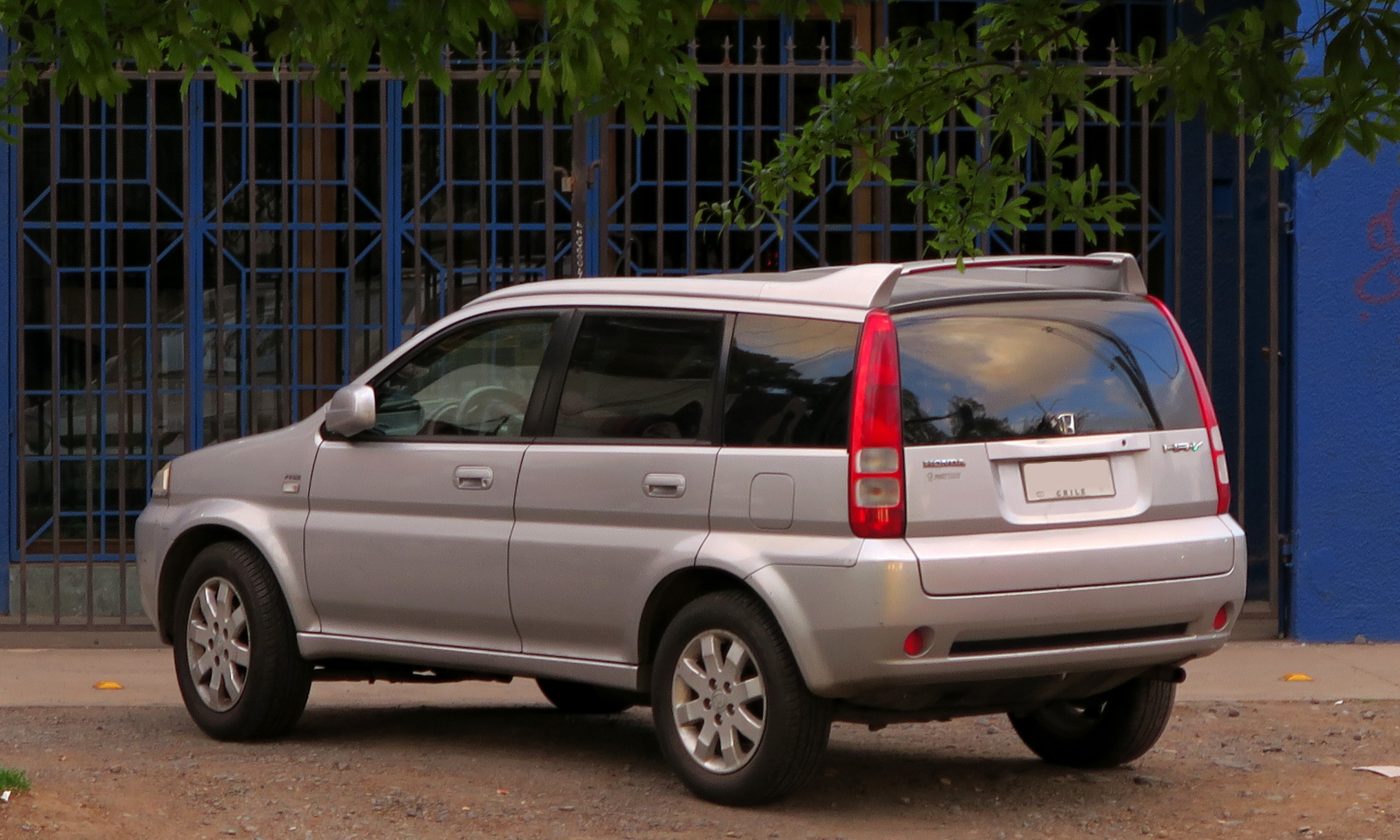
První generace vozu, pohled zezadu
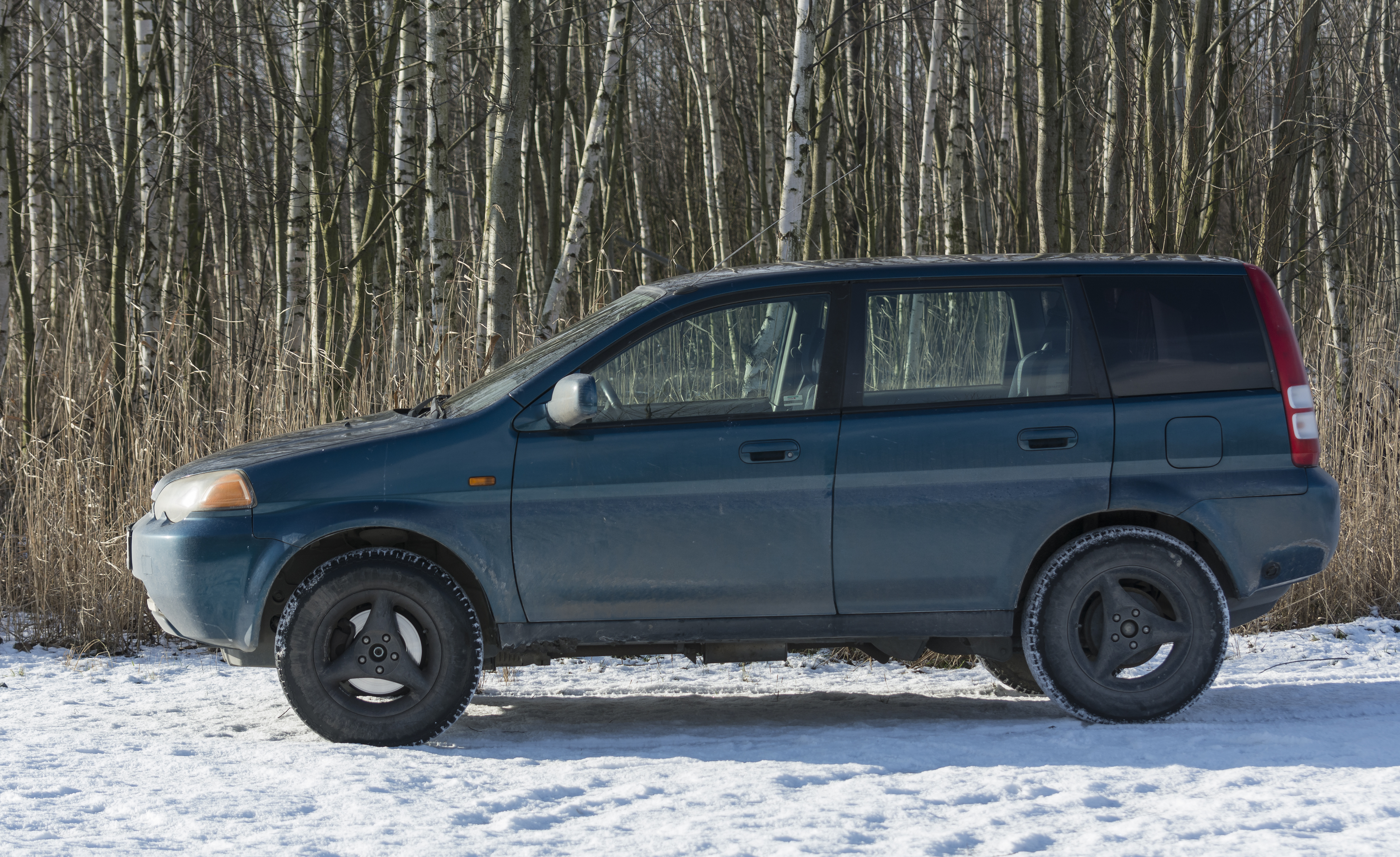
První generace vozu, pohled z boku